# Karl Wolter (Manager)
Karl Wolter (* 13. November 1879 in Wallenstedt; † 4. Juni 1963) war ein deutscher Manager in der Energiewirtschaft.

## Werdegang
Wolter arbeitete seit 1921 in der Elektrizitätswirtschaft. Ab 1931 war er für die Preußische Elektrizitäts Aktiengesellschaft in Hannover tätig. Von 1932 bis zum Ruhestand 1954 war er dort kaufmännisches Vorstandsmitglied, außerdem Direktor. Daneben war er Mitglied zahlreicher weiterer Aufsichtsräte, zum Teil als Vorsitzender. So amtierte Wolter unter anderem ab 1937 als Aufsichtsratsvorsitzender der Thüringer Gasgesellschaft (ThGG), ab Ende 1945 auch der Rhenag. Von 1948 bis 1956 war er Vorstandsmitglied der ThGG und für den Neuaufbau des Unternehmens im Westen (Köln) zuständig. Für seine Verdienste wurde er zum Ehrenvorsitzenden der ThGG ernannt. 1963 starb er mit 83 Jahren. Wolters kam nach der NS-Zeit auch schnell in solche Führungspositionen, da er kein Mitglied der NSDAP war.

## Ehrungen
- 1953: Großes Verdienstkreuz der Bundesrepublik Deutschland[4]